# Marion Oberhofer
Marion Oberhofer (* 14. Dezember 2000 in Innichen, Südtirol) ist eine italienische Rennrodlerin. Zusammen mit ihrer Doppelpartnerin Andrea Vötter wurde sie 2023 Europameisterin im Doppelsitzer und 2024 Weltmeisterin im Doppelsitzer-Sprint.

## Biografie

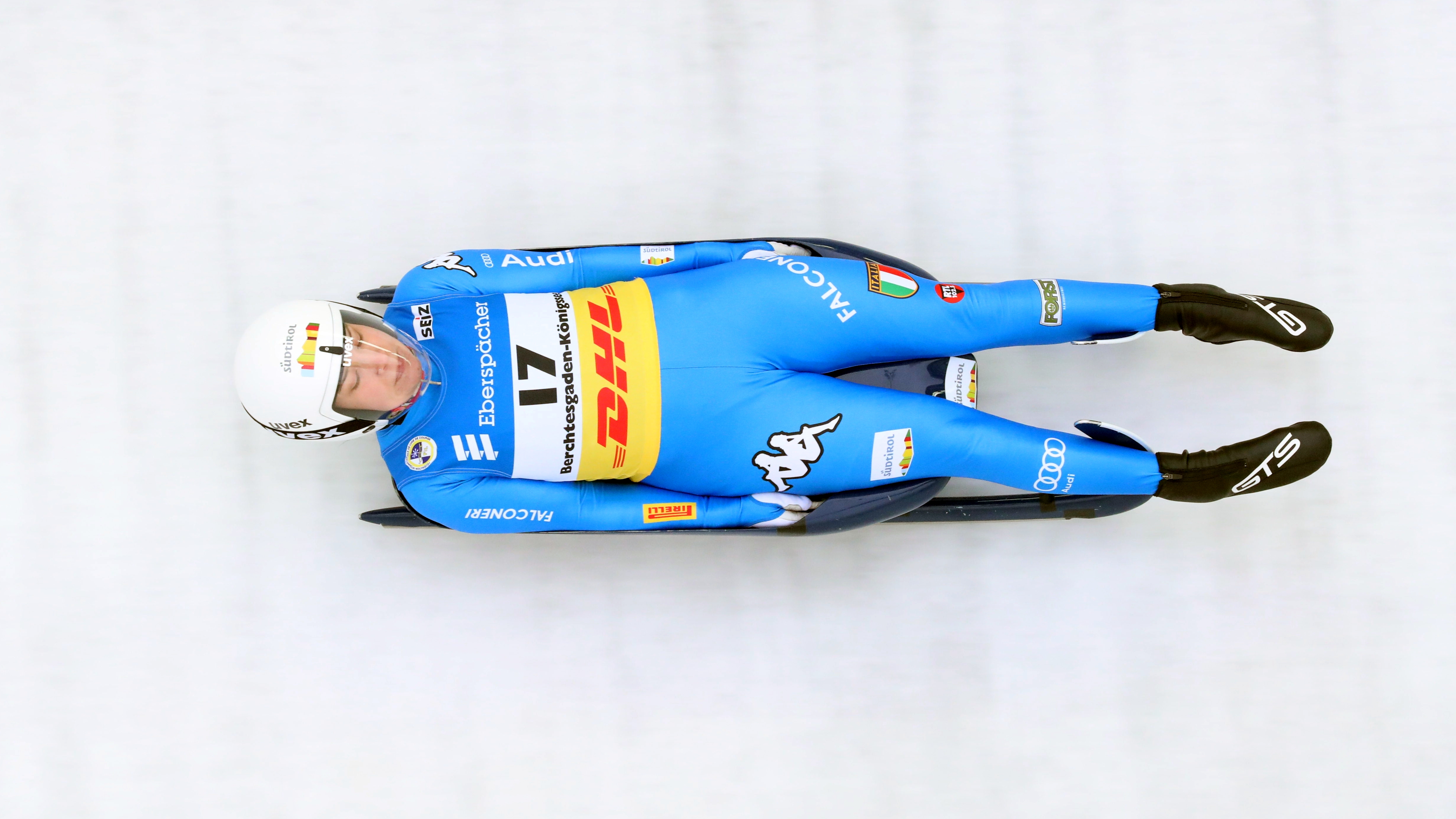
Oberhofer am Königssee 2021

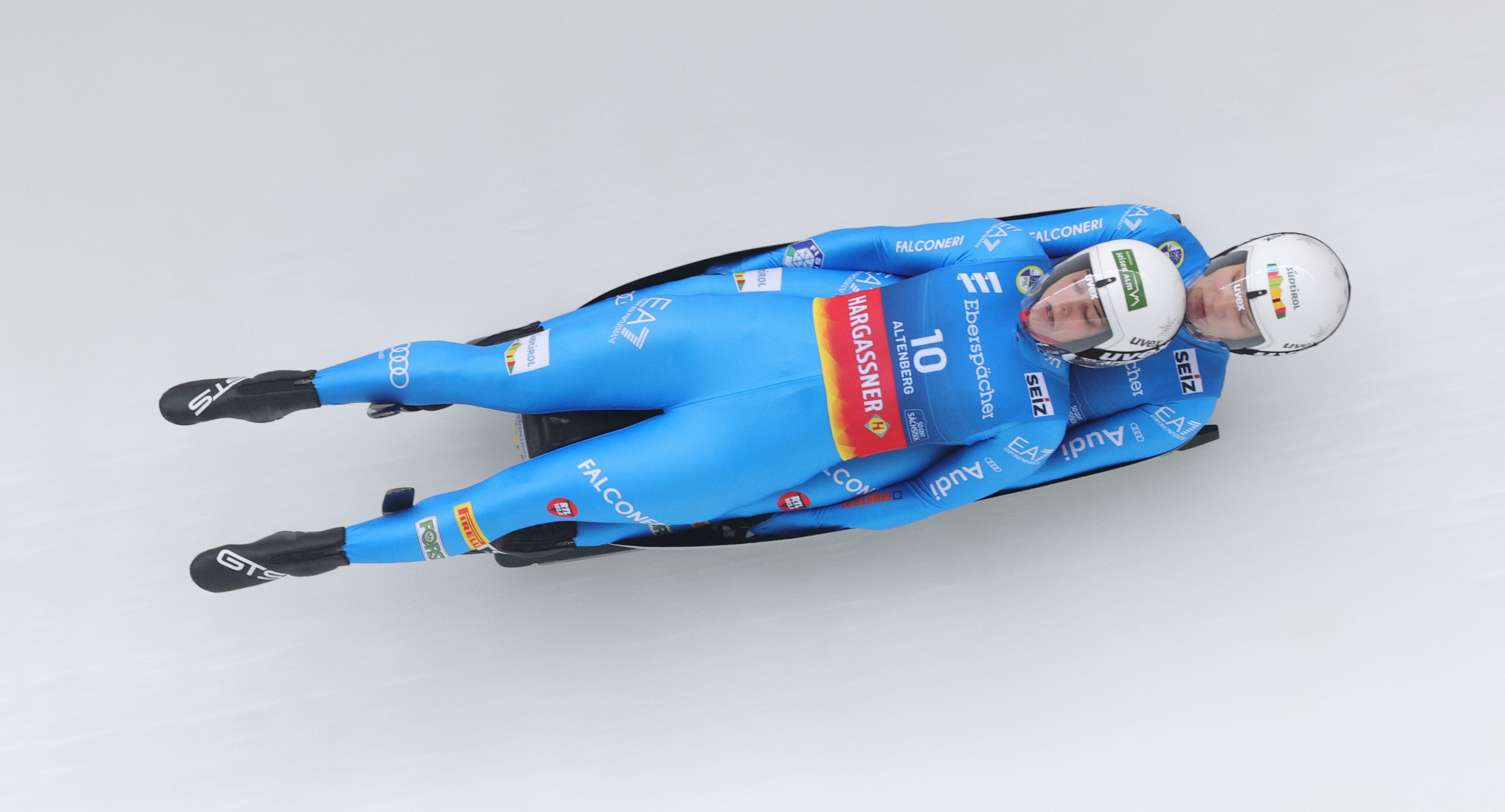
Marion Oberhofer (unten) und Andrea Vötter in Altenberg 2024

### Einsitzer
Die in Rodeneck beheimatete Marion Oberhofer startete im November 2017 in Innsbruck-Igls erstmals im Nationencup und belegte in diesem Rennen Rang 15. Ein Jahr später kam sie dort wieder zum Einsatz und erreichte Platz 19. Im folgenden Winter qualifizierte sie sich erstmals für den Weltcup und belegte bei fünf Starts Ränge zwischen 14 und 20. Bei den Europameisterschaften in Lillehammer schaffte sie es auf Platz 16. In der Weltcup-Saison 2020/21 konnte sie sich rangmäßig nicht verbessern, drang aber als Neunte der Gesamtwertung erstmals unter die besten zehn im Nationencup vor. Bei ihren ersten Weltmeisterschaften am Königssee belegte sie Platz 23, was in der U23-Wertung Rang elf bedeutete.
Ihre bisher letzten Rennen im Einsitzer bestritt Oberhofer in der Saison 2022/23. Im Nationencup musste sie sich als Zweite nur Lisa Schulte geschlagen geben, im Gesamtweltcup erreichte sie mit Platz 19 ebenfalls ein Karrierehoch. Bei den Europameisterschaften in Sigulda belegte sie Platz 13 und stellte damit ihr bestes Weltcup-Einzelergebnis auf. Bei den Weltmeisterschaften in Oberhof klassierte sie sich auf Rang 19 bzw. acht in der U23-Wertung.

### Doppelsitzer
Im Hinblick auf den Winter 2022/23, in dem erstmals Weltcups für Damen-Doppelsitzer veranstaltet wurden, tat sich Marion Oberhofer mit ihrer fünf Jahre älteren Südtiroler Landsfrau Andrea Vötter zusammen. Beim ersten Rennen in Igls belegte das Duo Platz drei hinter Selina Egle/Lara Kipp und Jessica Degenhardt/Cheyenne Rosenthal. Eine Woche später gelang den beiden im Whistler Sliding Centre ihr erster Weltcupsieg. Mit drei weiteren Siegen in Park City, Sigulda und Altenberg sicherten sie sich den Gewinn des Gesamtweltcups. Der Sieg in Sigulda bedeutete außerdem ihren ersten Europameistertitel. Bei den Weltmeisterschaften in Oberhof gewannen sie sowohl im klassischen Doppelsitzer als auch im Sprint jeweils hinter Degenhardt/Rosenthal und Egle/Kipp die Bronzemedaille.
2023/24 fuhren Vötter/Oberhofer in acht von neun Rennen, davon achtmal in Folge, auf das Podest. Dank drei Rennsiegen in Altenberg und Sigulda konnten sie ihren Weltcup-Titel erfolgreich verteidigen. Im Rahmen der Weltmeisterschaften in Altenberg kürten sie sich im Sprint erstmals zu Weltmeisterinnen und verpassten im klassischen Doppelsitzer wie auch mit der Teamstaffel, bei der die Damen-Doppelsitzer erstmals dazugehörten, jeweils nur knapp die Medaillenränge.
Im Lauf der folgenden Saison verpassten Oberhofer und ihre Partnerin zunächst die Podestplätze, holten bei ihren dritten gemeinsamen Europameisterschaften in Winterberg aber die Doppelsitzer-Bronzemedaille. Außerdem gewannen sie mit der italienischen Teamstaffel an der Seite von Dominik Fischnaller, Verena Hofer und Ivan Nagler/Fabian Malleier eine weitere Bronzemedaille.

## Statistik

### Weltmeisterschaften
- Königssee 2021: 23. Einsitzer, 11. Einsitzer (U23)
- Oberhof 2023: 3. Doppelsitzer, 3. Doppelsitzer Sprint, 19. Einsitzer, 8. Einsitzer (U23)
- Altenberg 2024: 1. Doppelsitzer Sprint, 4. Doppelsitzer, 4. Teamstaffel

### Europameisterschaften
- Lillehammer 2020: 16. Einsitzer, 6. Einsitzer (U23)
- Sigulda 2023: 1. Doppelsitzer, 13. Einsitzer, 5. Einsitzer (U23)
- Innsbruck 2024: 2. Doppelsitzer, 3. Teamstaffel
- Winterberg 2025: 3. Doppelsitzer, 3. Teamstaffel

### Gesamtweltcup
Einsitzer
| Saison  | Platz | Punkte |
| ------- | ----- | ------ |
| 2019/20 | 25.   | 122    |
| 2020/21 | 24.   | 165    |
| 2021/22 | 23.   | 196    |
| 2022/23 | 19.   | 198    |

Doppelsitzer
| Saison  | Platz | Punkte |
| ------- | ----- | ------ |
| 2022/23 | 01.   | 01010  |
| 2023/24 | 01.   | 0955   |

### Weltcupsiege
Doppelsitzer
| Nr. | Datum         | Ort              | Bahn                                 |
| --- | ------------- | ---------------- | ------------------------------------ |
| 1.  | 10. Dez. 2022 | Whistler         | Whistler Sliding Centre              |
| 2.  | 16. Dez. 2022 | Park City        | Bobbahn Park City                    |
| 3.  | 14. Jan. 2023 | Sigulda          | Rennrodel- und Bobbahn Sigulda       |
| 4.  | 4. Feb. 2023  | Altenberg        | Rennschlitten- und Bobbahn Altenberg |
| 5.  | 3. Feb. 2024  | Altenberg        | Rennschlitten- und Bobbahn Altenberg |
| 6.  | 25. Feb. 2024 | Sigulda (Sprint) | Rennrodel- und Bobbahn Sigulda       |